# Jürg Ramspeck
Jürg Ramspeck (* 17. September 1936; † 27. Dezember 2017 in Zürich) war ein Schweizer Journalist. 
Ramspeck wuchs in Zürich auf. 
Von 1956 bis 1963 war er als Journalist bei der Weltwoche tätig, dann beim Züri-Leu und bei der Zürcher Woche. Von 1980 bis 1997 arbeitete er wieder bei der Weltwoche, davon während 14 Jahren zusammen mit Rudolf Bächtold als Chefredaktor.
Unter dem Pseudonym Oskar Nebel verfasste Ramspeck während Jahren seine Glosse Untendurch. Ab 1997 schrieb er (werk)täglich eine Kolumne in der Boulevardzeitung Blick, zuletzt im Blick am Abend. 2002 wurde er mit dem Zürcher Journalistenpreis für sein Lebenswerk geehrt. Mit einer Combo, der auch Filmregisseur Rolf Lyssy angehört, spielte er überdies jeden Donnerstag Mainstream Jazz in der Bar des Zürcher Hotels Eden au Lac. Er war mit der Gesellschaftsreporterin Hildegard Schwaninger verheiratet und hatte mit ihr ein Kind. Aus erster Ehe hatte er drei Kinder.
Am 27. Dezember 2017 verstarb Ramspeck nach kurzer schwerer Krankheit im Alter von 81 Jahren in seiner Heimatstadt Zürich.

## Beiträge in Publikationen
- Text in: Subway New York. Menschen im Untergrund. Stemmle, Schaffhausen 1986.
- Einleitung in: Zürcher Szenen. Bilder des Zürcher Theaterfotografen Edi Baur 1950–1986. Züri Woche, Glattbrugg 1994.
- Vorwort in: Martin Suter: Business Class. Manager in der Westentasche. Weltwoche-ABC, Zürich 1994.
- Essay in: Oettinger-Davidoff-Gruppe. 125 Jahre, Basel 2000.